# Koga (bedrijf)

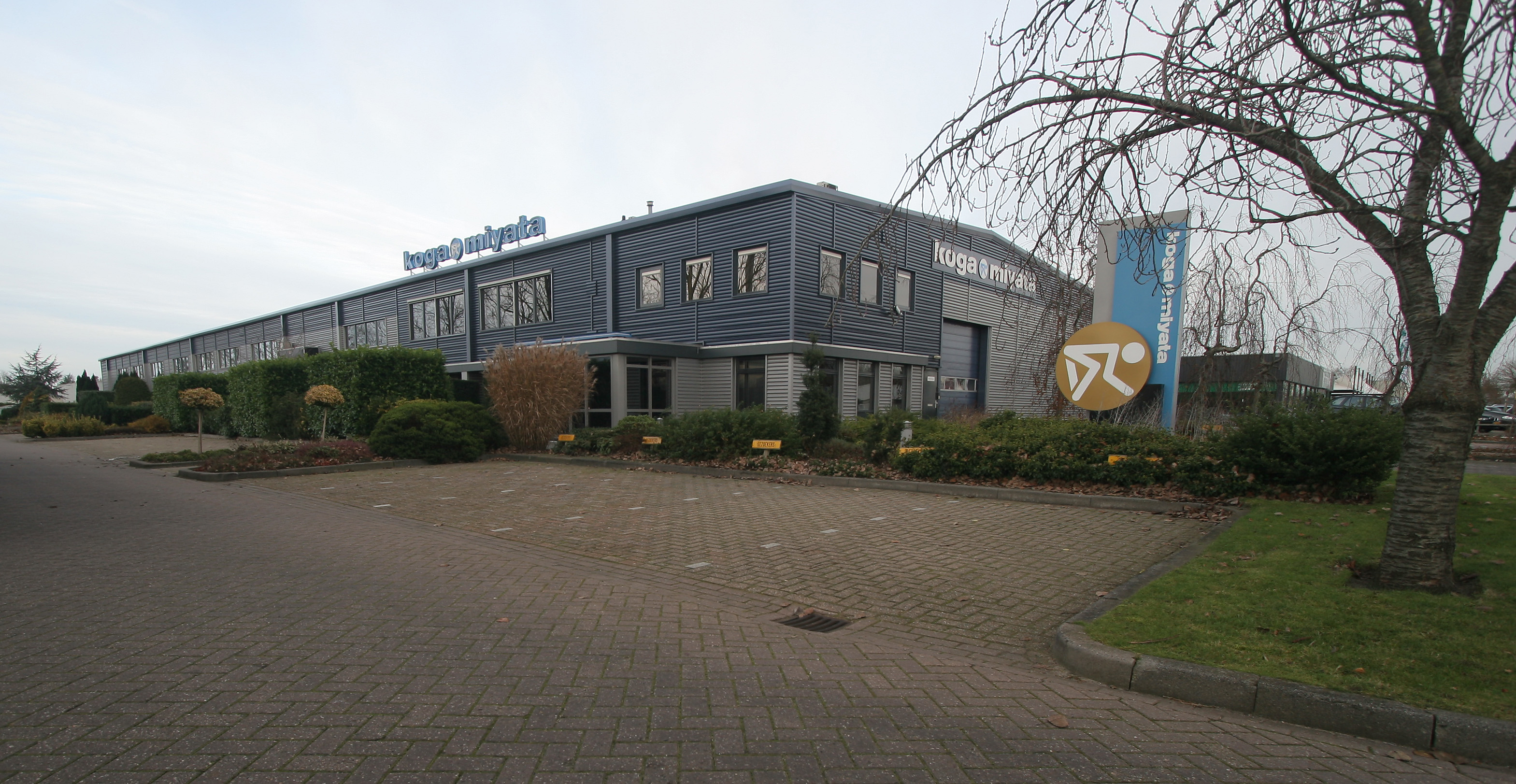
Koga-Miyata Heerenveen in 2007

Koga is een Nederlands fietsmerk, gevestigd in Heerenveen. Het is een merk van Accell Nederland net zoals Batavus en Sparta. Koga richt zich met zijn assortiment op de veeleisende fietser, die bereid is te betalen voor kwaliteit. Tot 2010 werden de fietsen geproduceerd onder de merknaam Koga-Miyata in verband met een samenwerking tot circa 1990 met de Japanse framebouwer Miyata.

## Geschiedenis
In 1974 werd het bedrijf opgericht door Andries Gaastra, die daarvoor een topfunctie bij Batavus verliet. Hij voegde de eerste letters van de achternaam van zijn vrouw Marion Kowallik samen met die van zijn eigen achternaam tot de merknaam Koga. De toevoeging Miyata kwam van de Japanse framebouwer Miyata, waarmee Gaastra een samenwerking aanging. Voor de versnellingen werd het Japanse Shimano uitgekozen, dat daarmee zijn intrede op de Nederlandse markt deed.
Bij de oprichting werkten er vijfentwintig werknemers bij Koga-Miyata. Mevrouw Kowallik deed de boekhouding. De verkoop van racefietsen en later ook toerfietsen steeg tijdens de jaren 1980 gestaag.
Vanaf 1980 steunde het bedrijf wielerteams. De sponsoring leverde meteen publiciteit op: in 1981 won Peter Winnen een rit tijdens de Ronde van Frankrijk op de Alpe d'Huez. Bij de vrouwen zou Leontien van Moorsel in 2000 drie keer een Olympische medaille behalen met een fiets van Koga-Miyata.
Na een topjaar besliste Gaastra in 1992 om zijn bedrijf te verkopen aan de Atag Cycle Group, die zes jaar eerder al Batavus had gekocht. Koga-Miyata produceerde op dat moment veertigduizend fietsen per jaar en had zeventig werknemers in dienst.  In 1998 werd het bedrijf onderdeel van de Accell Group, nadat Atag beslist had om zijn fietsproducenten onder te brengen in een eigen groep.
Eind juli 2010 is bekendgemaakt dat het merk met ingang van 1 september 2010 doorgaat onder de naam Koga, zonder de toevoeging Miyata.
In oktober 2013 kondigde Accell Group aan dat het de Nederlandse activiteiten gaat onderbrengen in nieuwe vennootschap genaamd Accell Nederland. Hiermee kwam feitelijk een einde aan de juridische zelfstandigheid van Koga BV. De merknaam Koga wordt ondergebracht in de nieuw gevormde organisatie van Accell Nederland.

## Producten

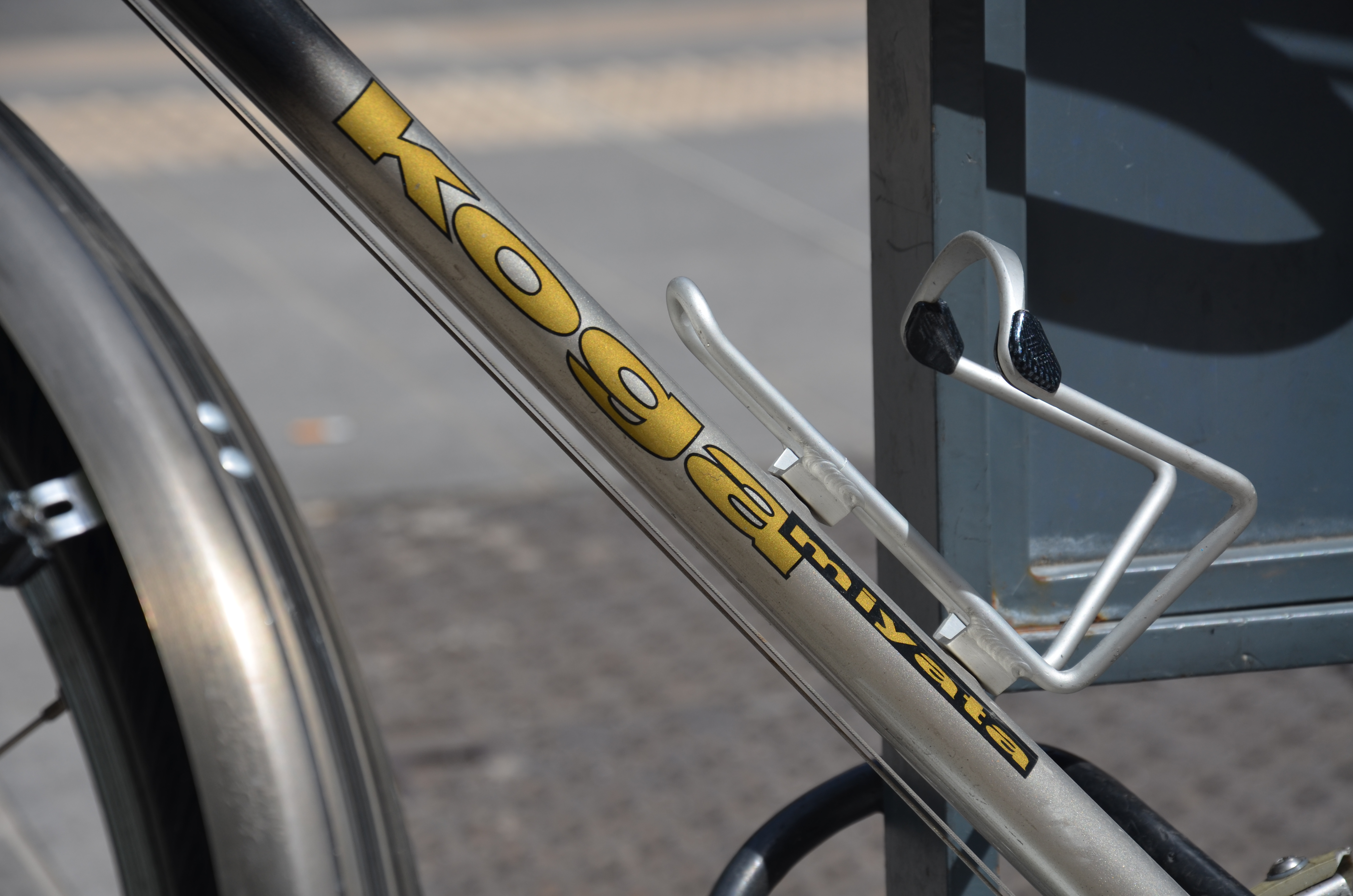
Koga Miyata

Koga-Miyata koos vanaf het begin voor superieure onderdelen van Japanse makelij. Naast hoogwaardig chroommolybdeen gebruikt men voor de frames ook carbon, scandium en aluminium 7005. Het ontwerp en de assemblage van de fietsen gebeurt met de hand in Nederland.
Aanvankelijk werden enkel racefietsen gebouwd. In 1976 kwamen er toerfietsen bij, in 1986 mountainbikes en in 1993 hybridefietsen.
In 2006 ontwikkelde Koga-Miyata de "Kimera", de fiets waarmee Nederland deelnam aan het baanwielrennen op de Olympische Zomerspelen 2008. Met hulp van het bedrijf "Infinious", gespecialiseerd in lichtgewicht vervoermiddelen, werd een fiets ontwikkeld met een stijfheid die 150% hoger lag dan bij de tot dan toe gebruikelijke frames. Tegelijkertijd was de Kimera lichter. Door de hogere stijfheid gaat de kracht die tijdens het fietsen op de fiets wordt uitgeoefend in een hogere mate direct naar het draaien van het achterwiel en in mindere mate naar het bewegen van het fietsframe.
De collectie is inmiddels gediversifieerd en omvat ook elektrische fietsen en comfortabele stadsfietsen.